# کورتنی جاینز
کورتنی جاینز (انگلیسی: Courtney Jines؛ زادهٔ ۴ مهٔ ۱۹۹۲) یک هنرپیشه، تهیه‌کننده و فیلم‌نامه‌نویس اهل ایالات متحده آمریکا است. وی از سال ۲۰۰۰ میلادی تاکنون مشغول فعالیت بوده‌است.

## گزیدهٔ آثار

### سینما
- بعدازظهر گائودی (۲۰۰۱)
- بچه‌های جاسوس ۳: بازی باخته (۲۰۰۳)
- به‌خاطر وین-دیکسی (۲۰۰۵)

### تلویزیون
- جنگ در خانه (۲۰۰۶)
- جک و بابی (۲۰۰۴)
- بخش فوریت‌های پزشکی (۲۰۰۳)
- سی‌اس‌آی (۲۰۰۲)
- قانون و نظم: واحد قربانیان ویژه (۲۰۰۱)